# Б-871 «Алроса»
Б-871 «Алроса» — російський дизель-електричний підводний човен проєкту 877В «Палтус», що входить до складу 4-ї окремої бригади підводних човнів Чорноморського флоту ВМФ Росії.

До 2013 року довгий час був єдиним діючим підводним човном ЧФ ЗС Росії.
Після багаторічного ремонту на середину травня 2022 року у човна «Алроса» з'явилися нові бойові та технічні можливості.
Став відомим після ракетного удару по Вінниці 14 липня 2022 року[джерело?].

## Історія будівництва
Човен закладений 17 травня 1988 року на заводі «Червоне Сормово» в Нижньому Новгороді під будівельним номером 607. Спочатку човен будували за проєктом 877В, що передбачав його оснащення водометним рушієм замість гребного гвинта. Залишився єдиним кораблем, побудованим за цим підпроєктом.
18 травня 1989 року сформовано екіпаж човна під командуванням капітана 3 рангу О. Ю. Романова. 10 вересня 1989 року човен спустили у воду. У листопаді того ж року Б-871 внутрішніми водними шляхами перейшов до Чорного моря і 1 грудня 1990 року на ньому підняли військово-морський прапор.

## Історія служби

### 1990—1997 роки
30 грудня 1990 року Б-871 увійшов до складу 153-ї Червонопрапорної бригади підводних човнів 14-ї дивізії підводних човнів Червонопрапорного Чорноморського флоту з базуванням у Південній бухті Севастополя. У грудні 1991 — березні 1992 року човен виконував завдання бойової служби.
13 березня 1992 року значна частина команди прийняла присягу на вірність Україні. Утім, вахтові матроси О. М. Заєць та М. М. Абдуллін забарикадувалися в моторному відсіку. Вони разом з верхнім вахтовим В. П. Смичковим, старшим матросом В. Д. Щербенком та старшим помічником капітана Б-871, який прибув на човен П. Леухіним захопили підводний човен Збройних сил України.
З 1992 по 1996 рік Б-871 не виходив у море через відсутність акумуляторних батарей. У 1995 році човен увійшов до складу 155-ї бригади підводних човнів ЗС РФ. 22 травня 1996 року після встановлення акумуляторів човен увійшов до складу сил постійної готовності. У серпні — вересні того ж року Б-871 виконував завдання бойової служби, брав участь у святкуванні Дня ВМФ у Новоросійську.

### 1997—2014 роки
Відповідно до російсько-українського договору від 1997 року човен увійшов до складу російської частини Чорноморського флоту. 12 червня на човні піднято Андріївський прапор. 19 вересня того ж року з ініціативи акціонерної компанії «АЛРОСА» та низки ветеранів ВМФ було укладено договір про шефство компанії над човном. У січні 2004 року човну надано іменне найменування «Алроса».
З серпня 1998 року до квітня 1999 року проходив ремонт у Севастополі на 13-му судноремонтному заводі.
У 2008 році човен брав участь у навчаннях.
5 серпня 2009 року завершилися глибоководні випробування після докового ремонту, в ході яких човен занурювався на робочу глибину — до 240 метрів.
21 листопада 2009 року під час виконання підводним човном навчальних завдань в акваторії Чорного моря відбулася відмова рухової установки. 23 листопада підводний човен на буксирі був доставлений до новоросійської військово-морської бази.
У травні — червні 2011 року «Алроса» спільно з судами забезпечення брав участь у міжнародних навчаннях рятувальних сил «Болд Монарх», що проходили біля узбережжя Іспанії. Після закінчення навчань, у липні 2011 року човен здійснив перехід на Балтику, де став на плановий ремонт у Кронштадті. У вересні 2012 року повернувся до Севастополя після закінчення планового ремонту. Перехід з Балтійського на Чорне море зайняв трохи більше як місяць.
12 травня 2013 року «Алроса» разом з українським підводним човном «Запоріжжя» був присутній на святкуванні 230-річчя Чорноморського флоту в Севастополі.
Весь зазначений період «Алроса» була єдиним боєздатним російським підводним човном в акваторії Чорного моря.

### З 2014 року
Влітку 2014 року Б-871 був поставлений на ремонт і модернізацію на 13-му судноремонтному заводі в Севастополі. Спочатку планувалося завершити ремонт у 2015 році, але його тривалість збільшилась. За інформацією на 18 квітня 2016 року, човен після ремонту донно-забортної арматури перевели з плавучого доку до цеху «13 судноремонтного заводу» для подальших робіт, які триватимуть ще кілька місяців.
«Дизель-електричний підводний човен Чорноморського флоту „Алроса“ виконуватиме завдання лише у Чорноморському регіоні, де застосування його озброєння найдоцільніше. Ефективність торпедної атаки у субмарини „Алроса“ не зменшилася. Вона, як і раніше, є грізним супротивником для надводних кораблів і ударних угруповань можливого супротивника» — повідомило 21 березня 2016 року РІА «Новости» джерело у ВМФ.
Ремонт та модернізацію планувалося завершити у 2017 році, проте цього не сталося. Новим терміном закінчення ремонту офіційно називався 2019 рік. За фактом же ДЕПЛ «Алроса», яка очікувала на початок ремонту протягом п'яти років, був заведений в док 13-го судноремонтного заводу Чорноморського флоту лише наприкінці травня 2019 року.
У 2020—2021 році повідомлялося про плани переведення у 2024 році ДЕПЛ на Балтійський флот. Через затримки під час ремонту на 13-му судноремонтному заводі перехід на Балтику було перенесено на 2022 рік. Завдяки проведеному комплексу робіт човен буде здатний увійти в першу лінію флоту (в цю категорію входять сили флоту, що знаходяться в бойовій готовності й здатні виконувати завдання без обмежень). У січні 2022 року з'явилася інформація, що ДЕПЛ вийде на ходові випробування у першому кварталі цього року.
У середині травня 2022 року пресслужба 13-го судноремонтного заводу Чорноморського флоту Росії повідомила, що завод завершив ремонт найстарішого на Чорноморському флоті підводного човна «Алроса». Протягом травня мали відбуватися заводські ходові випробування, після яких субмарина повернеться у флотський стрій. Також було зазначено, що в «Алроси» після ремонту з'явилися нові бойові та технічні можливості. Яку саме модернізацію пройшов підводний човен, не повідомляють.
21 травня 2022 року в окупованому Севастополі з Південної бухти відбуксирували в Кілен-бухту підводний човен Чорноморського флоту Росії «Алроса». Зазначається, що російську субмарину тягли два буксири, на її палубі було близько десяти матросів та троє офіцерів. Менш ніж за годину підводний човен з Південної бухти відбуксирували в Кілен-бухту, де розташований 13-й судноремонтний завод Чорноморського флоту Росії.

## У культурі
Човен неодноразово брав участь у зйомках художніх фільмів:
- 1996 року знімали у фільмі «Перший удар» за участю Джекі Чана;
- 2003 року пройшли зйомки човна в російській картині про підводників «72 метри»[21].
- 2009 року пройшли зйомки човна в російській картині про підводників «На всіх широтах».

## Командири
- Смирнов
- О. Романов[22]
- І. Дмитрієв[22]
- А. Варочкін[22]
- І. Ігнатьєв[22]
- Д. Парамонів[22]
- О. Зайцев[22]
- С. Ржицький[23]
- 2022, Денис Сопін[24][25], Ракетний удар по Вінниці 14 липня 2022 року